# Megafroneta dugdaleae
Megafroneta dugdaleae là một loài nhện trong họ Linyphiidae.
Loài này thuộc chi Megafroneta. Megafroneta dugdaleae được A. David Blest & Cor J. Vink miêu tả năm 2002.